# Округ Саливан (Мисури)
Округ Саливан (енгл. Sullivan County) је округ у америчкој савезној држави Мисури.

## Демографија
По попису из 2010. године број становника је 6.714, што је 505 (-7,0%) становника мање него 2000. године.
| Група             | 2000.         | 2010.         |
| Белци             | 6.508 (90,2%) | 5.350 (79,7%) |
| Афроамериканци    | 10 (0,1%)     | 34 (0,5%)     |
| Азијати           | 10 (0,1%)     | 8 (0,1%)      |
| Хиспаноамериканци | 634 (8,8%)    | 1.248 (18,6%) |
| Укупно            | 7.219         | 6.714         |